# Неведомский, Михаил Петрович
Михаи́л Петро́вич Неведо́мский (1866—1943) — русский и советский литературный критик, публицист.

## Биография
Михаил Петрович Неведомский (псевдоним Михаила Петровича Миклашевского) родился в 1866 году в семье горного инженера. Окончил физико-математический факультет Императорского Санкт-Петербургского университета (1892).
Печататься начал с 1889 года. В советском литературоведении считается одним из представителей меньшевизма в литературоведении. Сотрудничал в журналах «Новое слово», «Начало», «Мир Божий», «Образование», «Современный мир» и другими. В 1906 году был главным редактором журнала "Леший".
Совместно с И. Е Репиным в 1913 году написал и издал очерк «А. И. Куинджи».
После революции 1905—1907 годов призывал «координировать деятельность социалистическую с деятельностью кадетской партии», так как она, по его мнению «является единственной оппозиционной партией». Советская критика считала, что Неведомский выступил с призывом «покончить с самостоятельной партией рабочего класса, покончить с социал-демократией».
Политические воззрения публициста обозначаются в его произведениях. Так, в сборнике «Зачинатели и продолжатели», посвящённом русской литературе от Белинского до современников, и в статье «Зигзаги нашей критики» Неведомский раскрывает меньшевистское понимание содержания и смысла художественного творчества и своё меньшевистское воззрение на отечественную историю.
Необходимым для художника Неведомский считал наличие «внутренней свободы», то есть свободу от партийности. Настоящее творчество писателя, по Неведомскому, «питается интимным ощущением жизни, а не программной политической деятельностью класса».
М. Неведомский изучал творчество Максима Горького с меньшевистских позиций и пришёл к выводу, что роман «Мать» свидетельствует о падении таланта писателя, что стало «прямым результатом пленения догмой, схемой». Эта оценка творчества Горького означала выступление Неведомского против связей Горького с большевиками.
В статье «Смерть Льва Толстого» Неведомский отмечал: «Лев Толстой оказался законченнейшим воплощением общечеловеческого идеологического начала — начала совести». Такая надклассовая оценка Толстого показывала позицию меньшевиков-ликвидаторов, ставших на путь сотрудничества с либерально-монархическими партиями России.
В годы Советской власти критиковался за его, в свою очередь, критику народников в отрицании ими прогрессивных черт капитализма.

## Труды
- Философия Фр. Ницше. — СПб., 1902.
- А. И. Куинджи: Биография и характеристика. — СПб., 1913 (совм. с И. Е. Репиным).
- Зачинатели и продолжатели: Поминки, характеристики, очерки по русской литературе от Белинского до дней наших. — Петроград, 1919.
- Модернистское похмелье // Вершины. Кн. 1. — СПб., 1909.
- Песни безвременья: «Черные маски», «Дни нашей жизни», «Мои записки» Л. Андреева // На рубеже: К характеристике совр. исканий: Крит. сб. — СПб., 1909.
- 80-е и 90-е годы в нашей литературе // История России в XIX веке. — Т. 9. — СПб., 1910.
- О современном художестве: (Л. Андреев) // МБ. — 1903. — № 4.
- Н. К. Михайловский: Опыт психол. характеристики // РБ. — 1904. — № 2, 4.
- А. П. Чехов // Правда. — 1904. — № 8.
- О «навьих» чарах и «навьих» тропах // СМ. — 1908. — № 2.
- В защиту художеств: (О наших «модернистах», «мистиках», «мифотворцах» и т. д.) // Там же. — № 3, 4.
- Два начала: (Тургенев и Толстой) // Там же. — № 10.
- Об искусстве наших дней и об искусстве будущего: (Л. Андреев, Ибсен, Верхарн, Уолт Уитмен) // Там же. — 1909. — № 1, 3, 4.
- О Добролюбове // Наша заря. — 1911. — № 11.
- Что сталось с нашей литературой: О поэзии и прозе наших дней // Совр. — 1915. — № 5.